# Justus Esiri
Justus Esiri (20 de noviembre de 1942 – 19 de febrero de 2013) fue un primer actor nigeriano. Logró reconocimiento en su país tras participar en la serie de televisión The Village Headmaster y en la adaptación de la novela Todo se desmorona.
Ganó el premio en la categoría de mejor actor en la novena edición de los Premios de la Academia del Cine Africano por su papel en la película Assassins Practice. El Gobierno de Nigeria lo nombró miembro de la Orden del Níger por sus contribuciones al cine nigeriano. Esiri falleció en un hospital de Lagos el 18 de febrero de 2013 por complicaciones relacionadas con la diabetes.

## Filmografía destacada

### Cine y televisión
- Wasted Years
- Forever
- The Prize
- Six Demons
- Corridors of Power
- Last Night, The Tyrant
- The Investigation
- The Ghost
- Assassin Practice
- Doctor Bello
- Twin Sword
- Keep my Will
- Invasion 1897